# Cuidador de automóviles
Un franelero' (en México), un trapito (en Argentina), un wachiman (en Costa Rica), cuidacoches (en Uruguay) o formalmente cuida-coches o aparcacoches callejero, es una persona que se dedica a vigilar los coches aparcados en determinadas calles de grandes ciudades a cambio de una propina. En España se usa la palabra gorrilla para la persona que informa de una plaza de aparcamiento libre a cambio de una propina.
Ha habido diversas controversias por la extorsión encubierta a la que someten a los conductores, con robos o destrozos a aquellos que no han querido pagar la propina. Para luchar contra éstos, algunos ayuntamientos como Granada han ordenado a los policías decomisar su recaudación. Otros ayuntamientos son más permisivos con esta actividad considerada por algunos como mendicidad encubierta.